# حصن دحباش (الشاهل)

تعديل مصدري - تعديل

حصن دحباش هي إحدى قرى عزلة جانب الشام بمديرية الشاهل التابعة لمحافظة حجة، بلغ تعداد سكانها 617 نسمة حسب تعداد اليمن لعام 2004.